# Zlatni rat
Zlatni rât je vjerojatno najpoznatija plaža na Jadranu, smještena u Bolu, na južnoj obali otoka Brača. Zbog svoje je neobičnosti i ljepote i jedan od najpoznatijih simbola hrvatskog turizma.
Taj fenomen je šljunčani rt (rât) dug oko tisuću metara, kojeg oplakuje čisto i prozirno more. Plaža je posebna i po tome što mijenja oblik i položaj, ovisno o vjetru koji puše.
Izbočenost Zlatnog rata baš u najužem dijelu Hvarskog kanala djeluju kao neka vrsta pojačivača za sve SZ, Z i JZ vjetrove, što Zlatni rat čini iznimno atraktivnom lokacijom za jedrenje na dasci (eng. windsurfing).
2008. organiziran je Red Bull Golden Jump, svjetski jedinstveno natjecanje za kiteboardere u preskakanju (prelijetanju) plaže.